# Кулик, Григорий Павлович
Григорий Павлович Кулик (род. 27 апреля 1959, Полтавская область, Украинская ССР, СССР) — советский и российский деятель органов внутренних дел. Начальник Управления внутренних дел по Астраханской области с 29 февраля 2008 по 4 июля 2014. Начальник Управления МВД России по Курской области с 4 июля 2014 по 2 апреля 2019. Генерал-майор полиции (2011). Кандидат юридических наук (2001).

## Биография
Родился 27 апреля 1959 в Полтавской области Украинской ССР.
С 1978 по 1980 проходил срочную службу в рядах Советской армии. Некоторое время после увольнения в запас работал на Кременчугском автозаводе.
В органах внутренних дел с 1981 — начал службу младшим инспектором уголовного розыска ОВД Кременчугского горисполкома Полтавской области.
В 1986 окончил Высшее политическое училище МВД СССР имени 60-летия ВЛКСМ. В 1996 окончил Академию МВД России. В 2001 во Всероссийском научно-исследовательском институте МВД России защитил диссертацию по теме «Теория и практика работы штабов в органах внутренних дел Российской Федерации (организационно-правовое исследование)» на соискание учёной степени кандидата юридических наук (научный руководитель — Владимир Кикоть).
После окончания училища по распределению направлен в ОВД города Припяти. В дни Чернобыльской катастрофы, будучи заместителем начальника городского отдела милиции, принимал участие в мероприятиях по ликвидации последствий взрыва на атомной электростанции.
После окончания Академии МВД России продолжил службу в Управлении внутренних дел Невского района Санкт-Петербурга.
С 1999 по 2005 — начальник УВД Всеволжского района Ленинградской области, начальник УВД Химкинского района Московской области.
С 5 сентября 2005 по 29 февраля 2008 — заместитель начальника ГУВД по городу Санкт-Петербургу и Ленинградской области.
С 29 февраля 2008 по 4 июля 2014 — начальник Управления внутренних дел (позднее — Управления МВД России) по Астраханской области.
Указом Президента Российской Федерации от 1 апреля 2011 присвоено специальное звание «генерал-майор полиции».
С 4 июля 2014 по 2 апреля 2019 — начальник Управления МВД России по Курской области.

## Семья
Брат — Юрий Павлович Кулик (род. 1963) — генерал-майор полиции, бывший начальник УМВД России по Нижегородской и Тамбовской областям.

## Награды
- Орден Мужества
- Орден Почёта — за организацию мероприятий по охране общественного порядка в дни празднования 300-летия Петербурга и проведения саммита глав государств „Большой восьмерки“
- Медаль «За отличие в охране общественного порядка» — за профессионализм и высокие результаты служебной деятельности
- Медаль ордена «За заслуги перед Отечеством» II степени
- Медаль «За безупречную службу» II, III степеней
- Медаль «За отличие в службе» I, II, III степеней
- Нагрудный знак «Почётный сотрудник МВД»